# 對不起，嚇到你
對不起，嚇到你（怪談新耳袋）是日本TBS所屬的BS-i（現改名為BS-TBS）所播出的電視劇，改編自收集真人實事鬼故事的恐怖書籍《新耳袋》。台灣TVBS-G於2005年12月11日起，每晚10點至12點播出。

## 電影版

### 鬼嚇8
日文原名《怪談新耳袋劇場版》，英文名《Tales of Terror The Movie》，由八篇故事組成的多段式電影，每段約10至15分鐘。2004年8月在日本上映，2005年9月9日在台灣上映。

### 鬼家怪談
日文原名《怪談新耳袋劇場版 幽霊マンション》，英文名《The Haunted Apartments》。與前一電影版不同，本片為完整長篇故事，全長1時33分，吉田秋生執導，由黑川芽以、前田綾花、本鄉奏多、根岸季衣、牧瀨里穗等人主演。2006年1月6日在台灣上映，由永盛電影公司發行。

## 同類節目
- 怪談
- 毛骨悚然撞鬼經驗